# Rodenstock
 (août 2019).
Si vous disposez d'ouvrages ou d'articles de référence ou si vous connaissez des sites web de qualité traitant du thème abordé ici, merci de compléter l'article en donnant les références utiles à sa vérifiabilité et en les liant à la section « Notes et références ».
Rodenstock GmbH est un fabricant d'optique basé à Munich, Bavière, Allemagne.
Rodenstock a été fondé en 1877 par Josef Rodenstock et s'est spécialisé dans la fabrication d'objectifs photographiques de haute qualité pour les appareils photographiques et les agrandisseurs (Rodagon, Sironar, Apo-Ronar, Grandagon, Apo-Sironar). La firme a été vendue à Linos AG en 2000, et continue de produire des optiques.

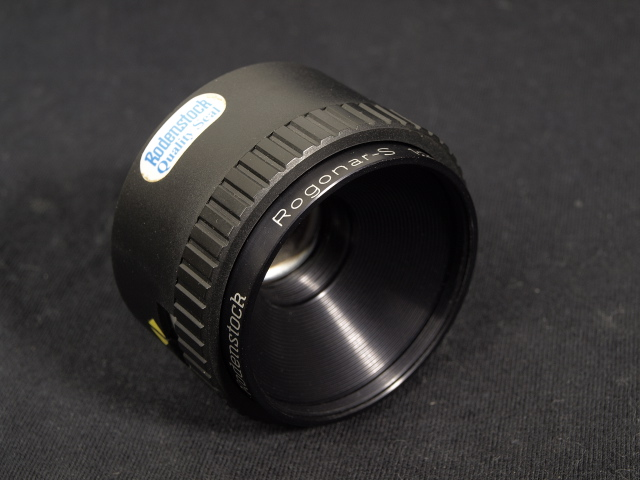
Objectif Rodenstock 50mm 2.8.